# Méhes Gyula
Méhes Gyula (Kraszna, 1897. március 28. – Budapest, Józsefváros, 1970. október 10.) orvos farmakológus, egyetemi tanár, Méhes Károly (1936–2007) patológus, gyermekgyógyász apja, Méhes Károly író nagyapja.

## Életútja
Méhes Károly vízimolnár és Szabó Lukrécia fiaként született. Tanulmányait a szegedi Ferenc József Tudományegyetemen végezte, ahol 1923-ban orvosi oklevelet szerzett. Pályáját is itt, az Issekutz Béla által vezetett Gyógyszertani Intézetben kezdte, ahol két évet töltött el. 1925–1926-ban a bécsi Gyógyszertani Intézetbe került, ahol kezdetben a világhírű Hans Horst Meyer mellett dolgozott. 1927-től 8 évig a Tihanyi Biológiai Kutatóintézet munkatársa, majd 1940-ig ügyvezető igazgatója volt. 1940-től 1944-ig a Kolozsvári Magyar Királyi Ferenc József Tudományegyetem gyógyszertani intézetének egyetemi tanára.
1946–47-ben a pécsi Erzsébet Tudományegyetem gyógyszerészeti intézetének egyetemi tanára, majd Mansfeld Géza Budapestre költözését követően 1947-től 1969-ig a POTE gyógyszertani intézetének igazgatója, 1949-től 1950-ig és 1951-től 1954-ig orvoskari dékán.
Kutatásaiban a szénhidrát-anyagcserét befolyásoló növényi anyagok, illetve a központi idegrendszerre ható szereknek az agyi anyagcserére gyakorolt hatásának vizsgálatában ért el jelentős eredményeket.
Élete során több alkalommal volt Bécsben ösztöndíjjal.

## Díjai, elismerései
- Munka Érdemrend arany fokozata (1969)[3]